# Carlo Romani
Pour les articles homonymes, voir Romani (homonymie).
Carlo Romani, né le 21 mai 1824 à Avellino et mort le 4 mars 1875 à Florence, est un compositeur italien.

## Biographie
Carlo Romani est l'élève de Palafuti pour le piano et Picchianti pour la composition. Il achève ses études musicales auprès de son oncle Pietro Romani.
Il met notamment en musique les récitatifs du Freischütz de Carl Maria von Weber pour sa création italienne à Florence le 3 février 1843.
Il est l'auteur de plusieurs opéras, tous créés à Florence, dont Tutti amanti en 1847, Il Mantello en 1852 qui eut un grand succès, I Baccanali di Roma en 1854, Ermellina ossia Le Gemme de la corona en 1865. Il écrit notamment un oratorio, San Sebastiano en 1864.
Il compose divers chants patriotiques italiens.